# Lingen
Lingen és una ciutat a la Baixa Saxònia, Alemanya. Està ubicada a la part meridional del districte d'Emsland, limitant al sud amb Nordrhein-Westfalen i a l'oest amb els Països Baixos.
Lingen és coneguda per la seva indústria nuclear —plantes d'energia nuclear i combustibles nuclears—, però també pels seus paisatges a la riba del riu Ems. Està agermanada amb Salt, Gironès.